# NGC 5472
NGC 5472 este o galaxie spirală situată în constelația Fecioara. A fost descoperită în 19 aprilie 1855 de către William Parsons, 3rd Earl of Rosse⁠(d). Se află la o distanță de 43,59 de megaparseci de Pământ.